# Københavns demografi
 Denne artikel bør gennemlæses af en person med fagkendskab for at sikre den faglige korrekthed.

Københavns demografi beskrives officielt af Danmarks Statistik. Københavns demografi beskriver antallet af og hvilken religion, indkomstforhold, etnisk herkomst mv. disse indbyggere har. 

## Antal indbyggere
I København var der pr. 1. januar 2017 1,30 mio. indbyggere, hvilket udgjorde 22,5% af den samlede danske befolkning. Dette er en stigning fra 21,2% i 2009. Bortset fra antal indbyggere laver Danmarks Statistik ikke længere beregninger for enkelte byområder. 
Københavns Kommunes godt halve million indbyggere udgør omtrent halvdelen af det samlede Københavns indbyggertal. De største af de øvrige kommuner er Frederiksberg, Gentofte og Gladsaxe, mens den mindste er Vallensbæk med 12.000. Arealmæssigt er de største kommuner København og Lyngby-Taarbæk, mens de mindste er Frederiksberg og Vallensbæk. Frederiksberg Kommune har den største befolkningstæthed i Danmark.
De største koncentrationer af mennesker i københavnsområdet findes i brokvartererne (Østerbro, Nørrebro, Vesterbro og Amagerbro). Der findes dog også høje befolkningskoncentration i Sydhavnen og i Valby. Nørrebro har den største befolkningstæthed i både København og Danmark.
Der tales endvidere om Region Hovedstaden, der indbefatter dele af Nordøstsjælland og Bornholm, men ikke Roskilde- og Køge-området. Regionen havde 1,65 millioner indbyggere, og må som begreb ikke forveksles med Hovedstadsregionen. 

### Historie
Især betegnelserne Storkøbenhavn og senere Hovedstadsområdet (i dag betegnelsen for det bymæssigt sammenhængende område omkring København), skabt før 2. verdenskrig af de store forstadsudvidelser, begyndte man først at anvende i efterkrigstiden. I disse betegnelser hørte udover København og Frederiksberg også de store omegnskommuner Gladsaxe, Gentofte, Ballerup, Brøndby, Rødovre, Hvidovre, Tårnby m.fl. Før den nuværende afgrænsning af byen København fra 1999 blev antallet af indbyggere i Hovedstadsområdet opgjort til 1,4 millioner. 
Det var først fra 1. januar 1999, at Danmarks Statistik begyndte at afgrænse København ud fra en opdeling i by/land frem for en sammenlægning af hele kommuner. Dengang var befolkningen i København på 1,07 mio., og Danmarks Statistik betragtede ikke dele af Søllerød- og Værløse kommuner som en del af København, de kom først med i 2000, mens dele af Ishøj og Greve kommuner først kom med i 2007.
Frem til 1990'erne faldt indbyggertallet i Københavns Kommune pga. bysanering, sammenlægning af små lejligheder samt især udflytning til forstæderne, hvor børnefamilier kunne få mere plads.
Med bygningen af Øresundsforbindelsen i 2000 blev København centrum for en ny by-region, nemlig metropolregionen kaldet Øresundsregionen. Området umiddelbart omkring Øresund, det vestlige Skåne med Malmø og Helsingborg og det østlige Sjælland har i alt cirka 2,8 millioner indbyggere, mens den samlede Øresundsregion, hvortil hele Sjælland, Lolland-Falster samt hele Skåne henregnes, har omkring 3,7 millioner indbyggere.

#### Indbyggertal igennem tiderne
| År   | Folketal    | Ny definition          |
| ---- | ----------- | ---------------------- |
| 1450 | ca. 4-5.000 |                        |
| 1500 | ca. 10.000  |                        |
| 1650 | ca. 30.000  |                        |
| 1700 | ca. 65.000  |                        |
| 1730 | ca. 70.000  |                        |
| 1769 | 82.086      |                        |
| 1787 | 90.032      |                        |
| 1801 | 100.975     |                        |
| 1840 | 120.819     |                        |
| 1850 | 135.641     |                        |
| 1860 | 155.143     | Frederiksberg tilføjes |
| 1870 | 202.327     |                        |

| År   | Folketal  | Ny definition |
| ---- | --------- | --- |
| 1880 | 266.466   | |
| 1890 | 367.262   | |
| 1901 | 468.936   | |
| 1911 | 584.089   | |
| 1921 | 700.610   | Gentofte Kommune tilføjes |
| 1930 | 771.168   | |
| 1940 | 890.130   | |
| 1950 | 974.901   | |
| 1960 | 923.974   | |
| 1970 | 802.391   | |
| 1975 | 729.357   | |
| 1976 | 1.292.647 | Ballerup, Brøndby, Dragør, Gentofte, Gladsaxe, Glostrup, Herlev, Albertslund, Hvidovre, Høje Taastrup, Lyngby-Taarbæk, Rødovre, Søllerød, Tårnby, Vallensbæk, Værløse, Birkerød, Farum og Hørsholm kommuner tilføjes |

| År   | Folketal  | Ny definition |
| ---- | --------- | --- |
| 1981 | 1.381.882 | Ledøje-Smørum, Ishøj, Allerød, Fredensborg-Humlebæk, Karlebo, Greve og Solrød kommuner tilføjes |
| 1985 | 1.358.540 | |
| 1990 | 1.337.114 | |
| 1995 | 1.353.333 | |
| 1999 | 1.069.813 | Ny definition, hvor 200m-grænsen gælder: København, Frederiksberg, Albertslund, Brøndby, Gentofte, Gladsaxe, Glostrup, Herlev, Hvidovre, Lyngby-Taarbæk, Rødovre, Tårnby og Vallensbæk kommuner samt dele af Ballerup og Søllerød Kommuner er nu inkluderet. |
| 2000 | 1.075.851 | Dele af Værløse Kommune tilføjes |
| 2007 | 1.145.804 | Greve Strand By og Ishøj By tilføjes |
| 2009 | 1.167.569 | |
| 2011 | 1.199.224 | |
| 2012 | 1.213.882 | |
| 2017 | 1.295.686 | |

### Indbyggere og areal pr. kommune
| Kommune             | Indbyggertal i kommunen | Heraf indbyggertal i København | Areal hele kommunen(km²) | Befolkningstæthed hele kommunen (indb/km²) | Indkomst i alt pr. person (kr.) | Borgmesterparti    |
| ------------------- | ----------------------- | ------------------------------ | ------------------------ | ------------------------------------------ | ------------------------------- | ------------------ |
| København           | 602.481                 | 602.481                        | 86,39                    | 6.974                                      | 304.699                         | Socialdemokraterne |
| Frederiksberg       | 105.037                 | 105.037                        | 8,71                     | 12.059                                     | 364.056                         | Konservative       |
| Albertslund         | 27.896                  | 27.709                         | 23,19                    | 1.203                                      | 275.786                         | Socialdemokraterne |
| Brøndby             | 35.594                  | 35.367                         | 21,03                    | 1.693                                      | 273.606                         | Socialdemokraterne |
| Gentofte            | 75.805                  | 75.805                         | 25,62                    | 2.959                                      | 611.952                         | Konservative       |
| Gladsaxe            | 68.775                  | 68.767                         | 24,93                    | 2.759                                      | 328.195                         | Socialdemokraterne |
| Glostrup            | 22.528                  | 22.449                         | 13,29                    | 1.695                                      | 308.247                         | Socialdemokraterne |
| Herlev              | 28.406                  | 28.350                         | 12,06                    | 2.355                                      | 307.022                         | Socialdemokraterne |
| Hvidovre            | 52.964                  | 52.818                         | 22,93                    | 2.310                                      | 300.369                         | Socialdemokraterne |
| Lyngby-Taarbæk      | 55.240                  | 54.759                         | 38,79                    | 1.424                                      | 463.346                         | Konservative       |
| Rødovre             | 38.492                  | 38.358                         | 12,17                    | 3.163                                      | 302.880                         | Socialdemokraterne |
| Tårnby              | 43.010                  | 42.543                         | 66,1                     | 651                                        | 310.723                         | Socialdemokraterne |
| Vallensbæk          | 15.705                  | 15.157                         | 9,48                     | 1.657                                      | 343.110                         | Konservative       |
| Ballerup            | 48.231                  | 39.019                         | 33,95                    | 1.421                                      | 314.747                         | Socialdemokraterne |
| Rudersdal           | 56.133                  | 19.878                         | 73,35                    | 765                                        | 534.903                         | Venstre            |
| Furesø              | 40.613                  | 3.776                          | 56,81                    | 715                                        | 398.031                         | Socialdemokraterne |
| Ishøj               | 22.719                  | 20.712                         | 26,46                    | 859                                        | 268.993                         | Socialdemokraterne |
| Greve               | 49.921                  | 42.701                         | 60,36                    | 827                                        | 334.804                         | Konservative       |
| I alt København     | -                       | 1.295.686                      | -                        | -                                          | -                               | -                  |
| I alt hele kommuner | 1.389.550               | -                              | 615,62                   | 2.257                                      | -                               | -                  |

Især politisk har to danske regioner også betydning for København:
| Region      | Indbyggere | Areal (km²) | Befolkningstæthed (indb/km²) | Regionsformandsparti |
| ----------- | ---------- | ----------- | ---------------------------- | -------------------- |
| Hovedstaden | 1.807.404  | 2.559,15    | 706,3                        | Socialdemokraterne   |
| Sjælland    | 832.553    | 7.724,07    | 107,8                        | Venstre              |

#### Indbyggere og areal pr. bydel i Københavns Kommune
Københavns Kommune er inddelt i en række bydele. Befolkningstal for disse per 1. januar 2016:

| Bydel                    | Indbyggere | Areal (km²) | Befolkningstæthed (indb/km²) |
| ------------------------ | ---------- | ----------- | ---------------------------- |
| Indre By                 | 53.596     | 9,0         | 5.398                        |
| Østerbro                 | 76.402     | 8,7         | 8.120                        |
| Nørrebro                 | 79.668     | 4,1         | 18.063                       |
| Vesterbro/Kgs. Enghave   | 62.962     | 8,2         | 6.989                        |
| Valby                    | 52.809     | 9,2         | 5.184                        |
| Vanløse                  | 40.353     | 6,7         | 5.544                        |
| Brønshøj-Husum           | 44.376     | 8,7         | 4.636                        |
| Bispebjerg               | 54.583     | 6,8         | 7.223                        |
| Amager Øst               | 55.986     | 9,1         | 5.588                        |
| Amager Vest              | 66.993     | 19,2        | 3.033                        |
| Udenfor inddeling        | 3.757      | -           | -                            |
| Københavns Kommune i alt | 591.485    | 89,8        | 6.010                        |

## Religion
I København er den evangelisk-lutherske kristendom ligesom i resten af Danmark dominerende. Andelen af folkekirkemedlemmer er dog markant mindre i Københavns Stift end i resten af landet med 60,9 % i 2014. Københavns Stift omfatter dog også bl.a. Bornholm og inkluderer ikke Københavns forstæder, som i stedet hører under Helsingør Stift, hvor andelen af folkekirkemedlemmer er 72 %. 
Den næststørste religion i København som i hele Danmark er Islam. Det vides ikke med sikkerhed, hvor mange muslimer der bor i København, da indbyggere i Danmark generelt ikke registreres efter religiøst tilhørsforhold. I 2014 er der ca. 50.000 indbyggere i Københavns Kommune med oprindelse i lande med overvejende muslimsk befolkning. Det svarer til ca. 9 % af hele kommunens befolkning. En tredje religion er jødedommen, hvor der bor ca. 6.000 jøder i Danmark, hvoraf den største del i Københavnsområdet. Islam har flere moskeer rundt omkring i byen, og der arbejdes på at etablere en stormoske flere steder i byen, bl.a. på Moskegrunden på den nordlige del af Amager og i nordvestkvarteret. Jødedommen har en synagoge i Krystalgade og en mindre synagoge i Ole Suhrs Gade.
Udover de tre religioner er der også mindre menigheder af buddhisme, hinduisme (der har et tempel i Skovlunde) og andre religiøse grupper, som Forn Siðr (Solbjerg Blotlaug).

### Historisk udvikling - Religion
Kristendommen har siden dens indførsel i Danmark også været altdominerende i København. Indtil Reformationen i 1536 var det Katolicisme og efter 1536 evangelisk-lutherske Kristendom. I 1682 med grundlæggelsen af Fredericia blev jødedom, reformerte og katolikker også tolereret, og med grundloven af 1849 blev der fuld religionsfrihed. Grundet Københavns mange internationale gæster på ambassader og lignende var der ligeledes mindre trossamfund med en anden tro end de førnævnte. 
Indtil tiden efter 2. verdenskrig var andelen af medlemmer af Folkekirken også i København op imod 100 procent. Andelen af medlemmer af den danske folkekirke har dog de sidste årtier været nedadgående. I 1990 var andelen i Københavns stift ca. 80 %, i 2000 ca. 72 %, mens andelen i 2009 er 65 %. Det faldende medlemstal skyldes både øget indvandring af ikke-kristne, medlemmer, der melder sig ud uden at slutte sig til en ny religion, og medlemmer, der skifter religion. 
Islam var indtil midten af 1960'erne stort set ikke eksisterende i København. I denne periode blev gæstearbejdere fra Tyrkiet, Marokko, Pakistan og Jugoslavien og andre fattigere områder inviteret til Danmark for at arbejde i industrien. Nogle af disse medbragte deres muslimske tro. I senere årtier har København ligeledes modtaget flygtninge fra lande som Iran, Irak, Libanon og Afghanistan, der har medbragt deres muslimske tro.
Jødedommen kom officielt til København i 1676, hvor den første jøde bosatte sig i København. Som så mange andre steder blev jøder også i København udsat for forfølgelser bl.a. i 1813 hvor den litterære jødefejde blev ført med skrifter for og imod jødedom og i 1819-1820 hvor der var egentlige antisemitiske optøjer under jødefejden. I perioden 1882-1914 ankom mere end 10.000 russiske jøder til Danmark, hvoraf omkring 3.000 bosatte sig i landet primært i København. Inden den tyske besættelse i 1940 flygtede en del jøder til Danmark fra jødeforfølgelser i Tyskland og Østeuropa. I 1943 ville den tyske besættelsesmagt løse hvad de anså som "det jødiske problem" i Danmark ved at deportere jøderne til Tyskland. Danske organisationer var dog blevet advaret og redningen af de danske jøder var medvirkende til at kun omkring 50 danske jøder omkom i de nazistiske koncentrationslejre.

## Økonomi
Hovedstaden ligger i den internationale top på listen over lønninger per indbygger, men samtidig er København en af de dyreste byer at bo i og besøge.